# Noel Pearson
Noel Pearson (* in Dublin) ist ein irischer Filmproduzent und Theaterproduzent.
Pearson gründete 1987 mit Ferndale Films eine unabhängige Filmproduktionsfirma. Sein erster produzierter Film, Mein linker Fuß, war ein künstlerischer Erfolg. Bei der Oscarverleihung 1990 war er hierfür für den Oscar in der Kategorie Bester Film nominiert. Er wurde auch für den British Academy Film Award nominiert und erhielt den David di Donatello für die beste ausländische Filmproduktion.
Ebenfalls 1987 wurde Pearson der Vorsitzende des Abbey Theatre. Besonders erfolgreich war das Stück Lughnasa von Brian Friel, das Pearson bis an den Broadway brachte und 1998 mit Tanz in die Freiheit verfilmen ließ.
1997 wurde Pearson vom Australian Film Institute für die Fernsehdokumentation Dhuway ausgezeichnet. 2005 und 2017 war er jeweils bei den Irish Film and Television Awards nominiert.
Sein Schaffen umfasst mehr als Dutzend Produktionen. Er ist dabei eng mit Regisseur, Drehbuchautor und Produzent Jim Sheridan verbunden. Pearson ist außerdem als Theaterproduzent aktiv.

## Filmografie (Auswahl)
- 1989: Mein linker Fuß (My Left Foot: The Story of Christy Brown)
- 1990: Das Feld (The Field)
- 1995: Frankie Starlight
- 1998: Tanz in die Freiheit (Dancing at Lughnasa)
- 2005: Ein Haus in Irland (Tara Road)
- 2016: Ein verborgenes Leben – The Secret Scripture (The Secret Scripture)